# Župnija Lom (Nadškofija Ljubljana)
Za istoimensko župnijo koprske škofije glej Župnija Lom (Škofija Koper).
Župnija Lom je rimskokatoliška teritorialna župnija Dekanije Kranj Nadškofije Ljubljana.